# Parabetyla ngarara
Parabetyla ngarara är en stekelart som beskrevs av Naumann 1988. Parabetyla ngarara ingår i släktet Parabetyla och familjen hyllhornsteklar. Inga underarter finns listade i Catalogue of Life.